# 忍者龍剣伝
『忍者龍剣伝』（にんじゃりゅうけんでん）は、テクモ（現コーエーテクモゲームス）が1988年に発売したアーケードゲームのアクションゲーム。同年に発売したファミリーコンピュータのアクションゲームとその続編やアニメーションによる一連のシリーズである。日本国外版のタイトル名は『NINJA GAIDEN』。なお、ここでのNINJA GAIDENはXbox版以降の作品とする。

## シリーズ
主にアメリカを舞台に、「龍の忍者」である主人公リュウ・ハヤブサの活躍を描く。
2008年時点での「NINJA GAIDEN」シリーズを含む全世界累計出荷本数は770万本を超える。
NINJA GAIDENシリーズのみの全世界累計出荷本数は680万本。
時間軸的にはGB版、NINJA GAIDEN、DragonSword、NINJA GAIDEN2、I、III、II、OVAの順で進行し、その後デッド オア アライブ シリーズ（1996年〜）へと繋がっていく。シリーズ最初の作品であるアーケード版は、FC版のモチーフにはなっているがシリーズ作品とのつながりはない。なお、NINJA GAIDEN3は過去と未来の設定が混在しているため、時期ははっきりしない。ゲームギア版、マスターシステム版、YAIBAに関しても時系列は不明。
ゲームメディアに難易度の高さを指摘された当時の開発リーダーでもある板垣伴信が「難しいならできるようになるまで頑張れ」「上達することも面白さである」という主旨の、ある種突き放したコメントをしていた。
毛利名人も過去にテレビ東京系『ファミっ子大集合』内の「ファミっ子チャレンジランド」コーナーにて小学生9人相手に『忍者龍剣伝』のハイスコア対決を行い、1人だけ放送時間内に全面クリアした。
シリーズ履歴
※ 移植版も含める。
- 1988年 忍者龍剣伝 - アーケード
  - 1991年 NINJA GAIDEN - Atari Lynx （海外のみ）
- 1988年12月 忍者龍剣伝 - ファミリーコンピュータ（ファミコン）
  - 1989年3月 NINJA GAIDEN（海外版） - NES（海外版ファミコン）
  - 1992年 忍者龍剣伝 - PCエンジン （発売はハドソン）
- 1990年4月 忍者龍剣伝II 暗黒の邪神剣 - ファミコン
- 1991年6月 忍者龍剣伝III 黄泉の方船 - ファミコン
  - 1993年 NINJA GAIDEN III Ancient Ship of Doom - Atari Lynx （海外のみ）
- 1991年11月 忍者外伝 - ゲームギア （開発は日本システムハウス・発売はセガ）
- 1991年12月 忍者龍剣伝GB 摩天楼決戦 - ゲームボーイ(開発はナツメ)
- 1992年 NINJA GAIDEN - マスターシステム （海外のみ。開発はシムス・発売はセガ）
- 1995年8月 忍者龍剣伝 巴 - スーパーファミコン
忍者龍剣伝I、II、IIIの3作を1本にSFC移植したリメイク。
- 2004年 NINJA GAIDEN - Xbox
  - 2004年 NINJA GAIDEN ハリケーンパック Vol.1 （Xbox Live!利用者のみがプレイできた拡張パック1）
  - 2004年 NINJA GAIDEN ハリケーンパック Vol.2 （Xbox Live!利用者のみがプレイできた拡張パック2）
- 2005年 NINJA GAIDEN Black - Xbox
Xbox Live!にて配信されていたハリケーンパック2種を基に、ゲーム自体の調整とミッションモードを加えたNINJA GAIDEN完全版
- 2007年 NINJA GAIDEN Σ - PlayStation 3
NINJA GAIDEN Blackに新要素を加えたリメイク版。
- 2008年3月 NINJA GAIDEN Dragon Sword - ニンテンドーDS
- 2008年 NINJA GAIDEN 2 - Xbox 360
- 2009年 NINJA GAIDEN Σ2 - PlayStation 3（シリーズ初オンライン協力プレイ対応）
NINJA GAIDEN 2に新要素を加えた完全版。
- 2012年2月 NINJA GAIDEN Σ PLUS - PlayStation Vita
- 2012年3月 NINJA GAIDEN 3 - PlayStation 3・Xbox 360
- 2012年12月8日 NINJA GAIDEN 3: Razor's Edge - Wii U
  - 2013年4月4日 NINJA GAIDEN 3: Razor's Edge - PlayStation 3・Xbox 360
- 2013年2月28日 NINJA GAIDEN Σ2 PLUS - PlayStation Vita
- 2014年3月27日 YAIBA: NINJA GAIDEN Z - PlayStation 3・Xbox 360
- 2021年6月10日 NINJA GAIDEN: Master Collection - PlayStation 4・Xbox One・Nintendo Switch・Steam
『Σ』『Σ2』『3RE』を一つに纏めたカップリング作品。
- 2025年1月24日 NINJA GAIDEN 2 Black - PlayStation 5・Xbox Game Pass・Xbox Series X/S・Steam
NINJA GAIDEN 2をUnreal Engine 5で刷新したリメイク版。『2』をベースに一部『Σ2』の要素が含まれる。
- 2025年夏発売予定 NINJA GAIDEN: Ragebound - Steam
Game Kitchenが開発、DOTEMUが販売
- 2025年秋発売予定 NINJA GAIDEN 4 - Xbox Game Pass・Xbox Series X/S・Steam・Microsoft Store・PlayStation 5
プラチナゲームズが開発、マイクロソフトが販売

1992年にアーケード版に近いシステムのメガドライブ版がセガで開発され、1994年7月にMVS対応タイトルとして『忍者外伝2』が御茶ノ水のゲームセンター等でロケテストが行なわれていたが、いずれも発売中止となる。うち、前者は流出したサンプルROMを基に海賊版が作られた。
デッド オア アライブ シリーズには、リュウ・ハヤブサがプレイヤーキャラクターとして出演している。

## ゲーム
大きく分けるとアーケード版とファミコン（FC）版、FC版のアレンジ移植であるPCエンジン版に三区分出来る。この節では、それぞれについて解説する。現時点では前述したとおり、Xbox版『NINJA GAIDEN』以前にリリースされたシリーズ作品についても、節を分けて記載している。

### 忍者龍剣伝 (アーケード版)
『忍者龍剣伝』（およびNINJA 外伝（GAIDEN））の題名の最初の作品で、ファミコン版等との繋がりはない。全編通して「西洋人が勘違いした忍者（日本文化）」という、いわゆる西洋忍者なステレオタイプを下地にした派手目な作風である。高低差要素のあるベルトスクロールアクションゲームに近いゲームで、「握るボタン」と他の2ボタンの組み合わせによる忍者アクションができる。2人同時プレイも可能。
ゲーム中のBGM作曲はメタルユーキによる。コンティニュー画面では主人公が縛り付けられ、その上から丸鋸が降りる。
物語は1999年、ノストラダムスの血を引くブレードダムスがアルカトラズから囚人を脱獄させ犯罪組織を結成してアメリカ大統領を誘拐し、ブレードダムス暗殺のため東京から「忍」と呼ばれる暗殺者がアメリカに呼ばれるというものである。そのため、本作においては「リュウ・ハヤブサ」とは言及されてはいない。日本国外版で外伝と付いているのは、現地での格好のいい響きのよさからつけられた。
8方向レバーと3ボタンで操作する。3つのボタンは攻撃・ジャンプ・握るの動作がそれぞれ割り振られている。暗殺術「忍者五体技」を用いて戦う。
体力は最大5ゲージ分あり、3回打撃を食らうとダウンしながら1ゲージ分を失う。空中では1回の打撃でダウンはするものの、残り2打撃分軽減される。
アイテム類は点在する障害物を破壊することで出現。ただし、敵を吹き飛ばしてぶつける、あるいは自身が吹き飛ばされることでしか破壊できない。
国内外の基板出荷数は12000セットと、後発のデッドオアアライブシリーズが登場するまで、テクモ製では最上位に位置していた。
他ゲーム機への移植事例
- 2009年7月28日、Wii版バーチャルコンソールアーケード（VC）で配信開始された（要800Wiiポイント（800円））。2019年1月31日にWii版VC自体がサービスを終了したため、現在は新規に購入出来ない。
- 2019年5月9日、アーケードアーカイブスの1作品として、PlayStation 4とNintendo Switchで配信開始されており、北米版『NINJA GAIDEN』も同時収録されている[5]。
- 『NINJA GAIDEN Black』ゲーム内で条件を満たすことにより、おまけ要素として本作をプレイすることが可能。
- BGMが一部差し換えられている。

### 忍者龍剣伝  (家庭用ゲーム機版)
『忍者龍剣伝』は、1988年12月9日にファミリーコンピュータ用ソフトとして発売された。同作はテクモシアター第2弾（第1弾はキャプテン翼）である。
ファミコンの忍者龍剣伝シリーズの1作目。各章の間にシネマディスプレイが入る。これはアクションゲームのジャンルでありがちな、複雑に交錯するストーリーが追い難い部分をカバーするもので、章と章の繋がりが説明される事と共に、様々な謎や人との出会いが与えられ、ストーリーやキャラクターに感情移入し易くする役割を持つ。
後に本作はPCエンジンをはじめ、様々なゲーム機に移植された。また、1995年に発売されたスーパーファミコン用ソフト『忍者龍剣伝 巴』にはリメイク版が収録されている。

### 忍者龍剣伝II 暗黒の邪神剣
忍者龍剣伝の続編。テクモシアター第3弾。新要素として、シューティングゲームのオプションに相当する「分身の術」が登場している。また、壁に張り付いた状態で上下移動が可能になった（前作では梯子をのぞき上下移動不可）。

#### あらすじ
ヨミ一族のトップであるアシュターは、リュウ・ハヤブサの手により邪鬼王が倒されたことを知る。邪鬼王の死から一年後、アシュターは邪神の復活に必要ないけにえとしてアイリーンをさらう。
アイリーンを助けに来たリュウの前で、アシュターは彼女を邪神剣で貫くが、なんとかロバートに助けられて彼女は一命を取り留める。激昂したリュウに倒されたアシュターは、邪神が復活する事を告げて高笑いと共に消える。この邪神剣はリュウに倒された邪神の骨から作り出されたものであり、リュウはそれを目的として追跡を継続する。そこへ前作にも登場した犬の怪物・ケルベロスが現れ、リュウは邪鬼王の復活を予感する。
そして懸念は的中し、アイリーンは邪鬼王に攫われ、神々の宿る母体として捧げられた。リュウに助けられたのもの束の間、邪神復活で生じた強大なエネルギーを瀕死の身に浴び、遂には命を落としてしまう。しかし龍剣と引き換えに彼女は再び命を得て生き返った。

#### 登場キャラクター
リュウ・ハヤブサ
本シリーズの主人公。「龍の一族」に代々受け継がれた「龍剣」で戦う「龍の忍者」。何者かに連れ去られたアイリーンを救うべく、再び戦いに身を投じる。
アイリーン・ルゥ
本シリーズのヒロイン。アシュター率いるヨミの一族に人質にされる。邪神復活の生贄とするべく、リュウの目の前でアシュターによって邪神剣で貫かれてしまう。
ロバート・T・スタージョン
リュウの前に現れた謎の男。元アーミー、CIAの人間。アシュターの動きを追跡している。ヨミの一族の野望を阻止すべく、リュウに協力する。終盤、アイリーンを邪鬼王に連れ去られてしまい、リュウに彼女の元へ急ぐように促し、襲い来る敵の大群を相手に傷付いた身体を押して戦った。本編ではその後の生死は明らかにされないが、OVAにて生存が判明した。
呪われし者 ダムド
第1章のボス。怪力の持ち主。リュウに向かって突進してくる。壁に張り付き登って退避できるが、張り付いたままだと衝撃で落下させられ下にいるダムドの体に当たってダメージを受けることになる。
華麗なる暗殺者 蜘蛛男爵
第2章のボス。名前の通り土蜘蛛を従えており、戦闘の際にそれをばら撒きながらリュウの動きに反応して上下移動する。加えて2-2以降は強風が吹き荒れ、無風・向かい風・追い風と3段階の風を見極めながらの闘いを強いられる。
爆裂地獄トカゲ ファンキー・ダイナマイト
第3章のボス。半機械半生物の兵器。上空を浮遊したかと思えば、地上に降りて爆弾を投下したりの繰り返し。
暗黒水竜 ナガ・ソトゥグア
第4章のボス。浮遊している爪で敵を攻撃する。加えて水流がリュウの邪魔をすることも。
兇魔天帝 アシュター
第5章のボスにしてヨミ一族のトップ。リュウに倒された邪神の骨から作り出した「邪神剣」を持っている。アイリーンを邪心復活の生贄に目論む。最期はアイリーンを刺した事に激昂したリュウに倒されるも、
魔界獣 ケルベロス
第6章のボス。邪神剣を追うリュウの前にあらわれ、「I」にも登場した犬の怪物。その存在が邪鬼王の登場をリュウに予感させた。
邪鬼王
最終章の1人目のボス。
本名はガルディア・ダ・ミュー。「I」でリュウに倒されたが、邪神の力を得て復活した。「闇の門」を開く準備をしている。
邪神
最終章の2人目、3人目のボス。人類発祥以前の太古に存在した強大な力を持つ原始生命群。「I」の邪神とは別の群体。カオスの祭壇の「闇の門」によって別の次元に封印されている。
リュウに倒された邪鬼王の血で邪神剣が目覚め、闇の門が開いた事で邪鬼王の肉体を依代に復活した。第一形態は壁から顔だけが突き出ているが、第二形態では禍々しく巨大な本体が出現する。
龍神
人類発祥以前の太古に存在した強大な力を持つ原始生命群。龍の忍者に代々伝わる「龍剣」はこの龍神の牙より生み出されたものである。

#### スタッフ
- S・SAKURAZAKI（吉沢秀雄）エグゼクティブプロデューサー、アクション部分ディレクター、ストーリー
- SARAH★H.：ストーリー
- RUNMAL（加藤正人）：シネマディスプレイ部分ディレクター・スクリーンプレイ・アート、敵デザイン
- PARCO♥O.（Harumi Okada）：シネマディスプレイ部分アート、アクション部分背景
- IZUMI KATAOKI（Izumi Kataoka）：シネマディスプレイ部分アート
- MASAMI TAKIZAWA（Masaki Takizawa）：シネマディスプレイ部分アート
- NOSUKE：シネマディスプレイ部分プログラム
- YOHKUN（Yoshiaki Gotoh）：アクション部分背景、敵デザイン
- D.H.MAX：アクション部分背景
- MADOKA SOUTHERNAMI：アクション部分プログラム
- S・KAJIYA（新田竜一）：サウンドディレクター、作曲
- MAYU（岡村麻由子）：作曲
- MIYA（Miyako Endo）：効果音
- MONDO・F（Shinobu Iwabayashi）：イラストレーション
- TYPE 640 V12（Takashi Saito）：エンディングデザイン
- AKIHITO：スペシャルサンクス
- FAW：スペシャルサンクス
- MORE YAMASAN（山岸継司）：スペシャルサンクス（サウンド）
- NAGA：スペシャルサンクス（敵デザイン）

海外版スタッフ
- Ivan Manley：プロジェクトマネージャー
- Jonathan Sposato：アートディレクター、グラフィック
- Mick Nichols：グラフィック
- Hans Piwenitzky：グラフィック
- Margaret Smith：マニュアル
- Raymond Cheang：リードプログラマー
- John McKinnie：リードプログラマー
- Huston Claude：ゲームテスター
- Douglas A. Deardorff：プログラミングサポーター
- Daniel Kahl：英語翻訳

#### 評価
ファミリーコンピュータMagazineの読者投票による「ゲーム通信簿」での評価は以下の通りとなっており、30点満点中20.92点となっている。
| 項目 | キャラクタ | 音楽 | お買得度 | 操作性 | 熱中度 | オリジナリティ | 総合  |
| 得点 | 3.63       | 3.65 | 3.35     | 3.56   | 3.53   | 3.20           | 20.92 |

### 忍者龍剣伝III 黄泉の方船
パスワードによる再開が可能。「II」のエンディングで「龍剣」が失われるため、「I」と「II」の間に起こった事件として作られた。前作、前々作に比べメカニカルな敵キャラクターが多く登場する。また縦スクロールステージが導入された。
「II」の分身の術は廃止されたが、新要素として刀による通常攻撃の範囲が上昇するアイテムが登場する。
挙動全般で前作より軽く操作しやすくなっており、ノックバック範囲の減少や敵の発生位置にいるとその敵が無限湧きする仕様の廃止等、前作より難易度の低下が図られている。

#### あらすじ
邪鬼王が倒されてから半年後、「リュウ・ハヤブサの手にかかりアイリーンが殺された」という偽の情報が流れた。指名手配犯となったリュウはアイリーンが生前に調査していた研究所に辿り着き嫌疑を払拭する為、研究所へ潜入する。
やがて、アイリーンがフォスターの悪事を暴くために死を偽装していたことが判明する。フォスターは、キャッスルロックの遺跡から湧き出る生命エネルギーを利用し、『バイオノイド』と呼ばれる人間兵器を作り出す『バイオハザード計画』を主導していた。
フォスターの手下であるバイオノイド集団・四大機獣将を次々と撃破したリュウの前に、アイリーンを殺そうとしたクローン・リュウが立ちはだかる。本物のリュウに返り討ちにされたクローンは、亜空間の生命エネルギーによって異形として復活するも、最終的には本物に倒される。
フォスターはリュウとアイリーンに追い詰められたうえ、共同研究者であるクランシィにも裏切られ遺跡を奪われる。自らバイオノイドとなったクランシィは遺跡の力で開いた生命エネルギーに繋がる亜空間へ入る。フォスターはクランシィを追おうとするも、生身の人間では亜空間に耐えられず、敢え無く消滅した。そして、クランシィは遺跡の正体である次元戦艦を目覚めさせ、それと同化する形でリュウに襲い掛かる。撃退したかと思いきや、クランシィは次元戦艦の機体と合体し、三度リュウに襲い掛かる。

#### 登場キャラクター
リュウ・ハヤブサ
本シリーズの主人公。アイリーン殺害の嫌疑がかかり指名手配されている。
アイリーン・ルゥ
本シリーズのヒロイン。CIA（米国中央情報局）アナリスト。冒頭でリュウを騙った何者かに殺されたと思われていたが、実は死を偽装してアーミーと共にフォスターの悪事を暴くべく行動を続けていた。
フォスター
「I」で登場したCIAの特別機関の者。「I」のエンディングでアイリーンに邪神像の強奪とリュウの抹殺を命じたため、それを聞いていたリュウから、命をもらうと宣言されている。
暗黒幽鬼団を指揮しており、キャッスルロックの遺跡から湧き出る生命エネルギーを利用し、『バイオノイド』と呼ばれる人間兵器を作り出す『バイオハザード計画』を主導していた。また、リュウにバイオノイドを差し向け龍の一族の力と知識を兼ね備えた超人間を作り出そうと画策していた。
四大機獣将
強い力を持つ4体のバイオノイド。
炎の機獣将 哀愁のマンティス
第1章のボス。炎の使い手。
天の機獣将 ナイト・ダイバー
第2章のボス。空中を飛び回り威嚇する。
水の機獣将 グレート・コガネイ
第3章のボス。サーカス団出身の軽い身のこなしと手裏剣を武器に2体同時に攻撃するが、ダメージが与えられるのは1体のみ。もう1体は分身であり、ダメージが与えられない。
地の機獣将 サンド・イーター
第4章のボス。地面に潜り、攻撃範囲の広い火炎放射を斜めから浴びせる。
クローン・リュウ
フォスターの配下でアイリーンを殺害（実際は未遂だった）。本物のリュウをおびき寄せてリュウの殺害をも企てる。
第1形態
第5章のボス。リュウのクローンだがバイオノイドの本性を現しており、コピーとは名ばかりに圧倒的な運動神経を誇る強敵。前方に飛ぶ手裏剣を放ち、上から三方向にわかれる炎を飛ばして攻撃してくる。
第2形態
第6章のボス。一度はリュウに倒されたが、亜空間の生命エネルギーによって異形として復活した。吐き出す炎と壁に突進して頭上から岩を落として攻撃してくる。弱点は背部。
クランシィ
リュウの前に現れた謎の男。暗黒幽鬼団でフォスターと『バイオハザード計画』を共同で研究していたが、バイオノイドを作り出したフォスターについていけず決別し、リュウにフォスターの野望を阻止する事を依頼する。
しかし真の目的はキャッスルロックの遺跡をフォスターから奪い取り、遺跡の生命エネルギーを我が物とする事であり、その為にリュウを利用していた。遺跡を奪った後は、自らバイオノイドとなり遺跡の正体である次元戦艦を目覚めさせ、世界の壊滅を企てた。最終局面では新世界を作り出す思想を語り、リュウを仲間に誘うが一蹴され、最後の戦いを演じる。
今作のラスボスだがこれまでのラスボス戦と同様、3連戦となりゲームオーバーになったら7-3のスタート地点からやり直しとなるが、一度倒した形態は復活しない為、再戦時には前回負けた形態から戦うことが可能となる。
第1形態
人の姿を捨て、バイオノイドと化したクランシィ。浮遊しながら火の玉と落雷で攻撃してくる。落雷に当たった場合、ライフは大幅に削られてしまう。
第2形態
次元戦艦の壁と同化した異形の姿。光の玉が手に集まり、大きくなった光で波動攻撃を繰り出す。弱点は頭部。
最終形態
敗北したクランシィが次元戦艦の機体と融合し、原型を留めない巨大なロボットと化したもの。これまでのラスボス最終形態と同様、正面のユニットを破壊した後に弱点となる赤いコアを攻撃しないとダメージが与えられない。

#### スタッフ
- S・SAKURAZAKI（吉沢秀雄）：エグゼクティブプロデューサー
- RUNMAL（加藤正人）：アクション部分ディレクター、ストーリー
- NAGA（M.AKAMA）：シネマディスプレイ部分ディレクター、ストーリー、シネマディスプレイ部分プログラム
- B.F.R：シネマディスプレイ部分アート、アクション部分アート
- JUN♥：シネマディスプレイ部分アート
- TOMITA（K.TOMITA）：シネマディスプレイ部分アート
- NOSUKE（H.SATO）：シネマディスプレイ部分プログラム
- ONAGER：アクション部分アート
- QUENA（N.TAKIHARA）：アクション部分アート
- NOBODY：アクション部分プログラム
- MORE・YAMASAN（山岸継司）：サウンドディレクター
- MIYA（宮崎博）：作曲、効果音
- NAKABACH（半井香織）：作曲
- SHIGEDON（茂野理香）：作曲
- スペシャルサンクス：STRONG SHIMA（H.IIJIMA）

#### 後世の扱い（III）
テレビ番組『ゲームセンターCX』の特別番組「ゲームセンターCX on 太平洋」（2017年7月20日）にて本作が取り上げられた。

### 忍者龍剣伝 巴
忍者龍剣伝シリーズ『I』『II』『III』の3作を1本にしてSFCに移植したリメイク作品。単なる移植ではなくBGMやグラフィックもアレンジされており、『III』に関しては海外版が基準となっている為、敵やアイテムの配置が高難易度にアレンジされている。また『III』にあったパスワードによるコンティニューシステムは本作にもあり、『I』と『II』もパスワードによる再開が可能になっている。ステージBGMやスタッフロールやエンディングBGMなど一部のBGMが削られている。Xbox版『NINJA GAIDEN』では、ゲーム内で条件を満たすことにより、おまけ要素としてプレイすることが可能。

### 忍者龍剣伝GB 摩天楼決戦
忍者龍剣伝のタイトルを冠しているが、実際には1990年にナツメ（現・ナツメアタリ）がファミリーコンピュータで発表したアクションゲーム『闇の仕事人 KAGE』を大幅にアレンジ移植した作品である。当然テクモシアター作品として開発されたものではないため、ステージ間のシネマディスプレイはない。時代設定は「I」の3年前となっている。

### 忍者外伝 (ゲームギア)
強力な忍術の行使が可能になる「龍剣」の魔力を狙って、謎の軍団がリュウ・ハヤブサに襲いかかる。今作では「龍剣」の力が強調されたストーリーとなっており、リュウは「龍剣」の力で悪を感じ取って敵のアジトを特定したり、手足を縛られた状態から龍剣を瞬時に出現させるシーンがある。FC版とは異なり移動しながら剣を振って攻撃が出来るが、ステージ間のシネマディスプレイは健在。

#### 登場キャラクター
リュウ・ハヤブサ
主人公。「龍剣」を奪おうとする謎の軍団に襲われる。
赤虎坊
ステージ1のボス。リュウが背中を見せると確定で棍棒を振り上げて攻撃してくる。攻撃モーションの時しかダメージを与えられない。死に際に「龍剣」を狙う理由を知りたければ剣を持って神戸に行けと言い残す。
トーテンコフ大佐
ステージ2のボス。4つある船室の窓から身体を出し爆弾を投げて攻撃する。神戸港に停泊していた武器の密売船を仕切っていた。
青龍社長
ステージ3のボス。香港の武器商人。当初はスーツ姿で銃を連射、ライフが半分以下になると上着を脱ぎ三日月状の気功波を放ってくる。
老師
ステージ4のボス。インドのとある遺跡を基地とするシュラゲインの配下で、修行僧のような姿をしている。絨毯の上で座禅を組んだ状態で浮遊し巨大な火の玉を飛ばして攻撃してくる。倒されると魔物の生首のようなものが３体出現し、同時に巨大な高速弾を放って来る。
魔人シュラゲイン
ステージ5のボス。今回の黒幕。人を操る能力があり、それをより強力にする為に龍剣を狙っている。その力で第三次世界大戦を起こして世界を破滅させた上で新世界を創造しようと目論んでおり、武器商人を操って世界各国の軍備を整えさせていた。
最初はローブを羽織った魔術師のような姿で空中から左右に水平移動しながら二本のレーザーを放って攻撃。二戦目はローブが鉤爪のような腕や蝙蝠の翼のような形に変化しレーザーに加えて5方向に火弾を飛ばす攻撃が追加される。三戦目は6本の腕を持った悪魔のような魔物の姿に変じ、それぞれの腕や口から大量の火弾を放ってくる。

### NINJA GAIDEN (マスターシステム)
海外のみ。開発はシムス・発売はセガ。ステージボスに力士や侍が登場するなどビジュアルは全体的に怪しげなステレオタイプの日本に終始している。

### 忍者外伝X
S!アプリ（携帯電話アプリ）用のオリジナルゲーム。時系列は『1』の直前、リュウ・ハヤブサが、龍の忍者の最終試験としてジョウ・ハヤブサのいる五重の塔を攻略していくというもの。
1ステージのみで、出現し続ける敵を一定数倒すと上階に進める。最上階でジョウと対決し倒すとゲーム終了。アイテムや忍術は敵を倒すと出現する。シリーズ恒例のシネマディスプレイもあるが、グラフィック・BGMはFC版1作目の流用。

## OVA
1991年11月21日にパック・イン・ビデオから発売された。作品内における時系列はファミコン版『II』の後日とされている（月刊アニメージュ、ファミリーコンピュータMagazineより）。ファミコン版『III』やゲームボーイ版の『摩天楼決戦』のパッケージには、本作のリュウのカットが使用された。作中にはアイリーンが龍剣を使うシーンがある。

### キャスト
- リュウ・ハヤブサ（声：難波圭一）
- アイリーン・ルゥ（声：冬馬由美）
- ロバート・Ｔ・スタージョン（声：若本規夫）
- ジェフリー・ハモンド（声：郷里大輔）
- サラ（声：榊原良子）
- ネッド・フリ－ドマン（声：石塚運昇）
- キャサリン・フリ－ドマン（声：鈴木砂織）
- 伝令少女（声：浦和めぐみ）
- 研究員（声：里内信夫）
- 報道陣（声：増田有宏、川津泰彦、沼田祐介、内海秀雄）
- バッキー・ワイズ/ナレーション（声：小川真司）

### スタッフ
- 製作総指揮：南隆裕
- プロデュース：金内真弓、前田亜土
- 監督：神戸守
- 助監督：佐山聖子
- 脚本：野田朋史
- キャラクターデザイン・作画監督：堀内修
- 音楽：奥田拓哉
- 監修：岡崎稔
- 協力：テクモ株式会社
- アニメーション制作：スタジオジュニオ
- 企画・製作：SMS CORPORATION

### 主題歌
- エンディング「Call Me Again」

作詞：平野肇 作・編曲：奥田拓哉 歌：久保田容子

## 関連作品
- 忍者龍剣伝II 暗黒の邪神剣 - 攻略ビデオ
- 忍者龍剣伝 完全攻略テクニックブック - 攻略本
- 忍者龍剣伝II 暗黒の邪神剣 完全攻略テクニックブック - 攻略本
- 音楽CD
  - 忍者龍剣伝 -G.S.M.TECMO 1- - アーケード版の曲も収録
  - 忍者龍剣伝II 暗黒の邪神剣 - ボーカルアレンジなども収録
  - 忍者龍剣伝 オリジナルサウンドトラック コンプリートコレクション - ファミコン版三作とアーケード版の曲を収録